# Stephan Gugenmus
Stephan Gugenmus (* 1740 in Bretten; † 1778 in Mannheim) war deutscher Landwirt. Als Pächter des Schlösschens in Handschuhsheim beendete er dort die Dreifelderwirtschaft und führte den Gartenbau ein. In Handschuhsheim sind heute ein Weg und ein Platz nach ihm benannt.

## Leben
Er kam um 1769 nach Handschuhsheim, wo er vom Administrationsrat Johann Ludwig Harscher das Schlösschen samt 108 Morgen Land und acht Morgen Wiese für jährlich 2400 Gulden pachtete. Er beendete die Dreifelderwirtschaft, indem er beim Kleeanbau den im Stall anfallenden Dung wieder zur Düngung aufs Feld ausbrachte und damit seine Ernteerträge um ein Vielfaches steigern konnte. Außerdem nutzte er seine Felder auch erstmals zum Gemüseanbau, was sonst bislang nur in kleinem Maßstab in den Hausgärten praktiziert wurde. Als erster Landwirt in Handschuhsheim baute er Krapp und Hopfen an und förderte damit die Entwicklung der Handschuhsheimer Krappmühle, die die Krappwurzeln zu rotem Farbstoff zermahlte. Seine Erkenntnisse publizierte Gugenmus 1776 in der Schrift Von dem Ackerbaue des Kurfürstlichen Dorfes Handschuhsheim.
Seine Verdienste um die Förderung der Landwirtschaft und des Gartenbaus führten zu einem ersten Aufschwung Handschuhsheims. Dort sind heute der Gugenmusweg und der Gugenmusplatz nach ihm benannt, am Gugenmusplatz befindet sich außerdem eine Gedenktafel.

## Schriften
- Von dem Ackerbaue des kurpfälzischen Dorfes Handschuchsheim, 1779; erneut abgedruckt in:  Sämmtliche Oekonomische Schriften. Lautern 1779, nach seinem Tode gesammlet, herausgegeben und mit praktischen Anmerkungen begleitet von Georg Stumpf, Fürstl. Fürstenberg. Oec. Raths und der kurmainz. Akad. d. Wiss. ord. Mitgliede, Jena 1789